# Bataille de Champagne (1915)
 (juillet 2014).
Si vous disposez d'ouvrages ou d'articles de référence ou si vous connaissez des sites web de qualité traitant du thème abordé ici, merci de compléter l'article en donnant les références utiles à sa vérifiabilité et en les liant à la section « Notes et références ».
Pour les articles homonymes, voir Bataille de Champagne.
Première Guerre mondiale
Batailles
Front d'Europe de l’Ouest
- Liège (8-1914)
- Namur (8-1914)
- Frontières (8-1914)
- Anvers (9-1914)
- Grande Retraite (9-1914)
- Marne (9-1914)
- Course à la mer (9-1914)
- Yser (10-1914)
- Messines (10-1914)
- Ypres (10-1914)
- Givenchy (12-1914)
- 1re Champagne (12-1914)
- Hartmannswillerkopf (1-1915)
- Neuve-Chapelle (3-1915)
- 2e Ypres (4-1915)
- Colline 60 (4-1915)
- Artois (5-1915)
- Festubert (5-1915)
- Quennevières (6-1915)
- Linge (7-1915)
- 2e Artois (9-1915)
- 2e Champagne (9-1915)
- Loos (9-1915)
- Verdun (2-1916)
- Redoute Hohenzollern (3-1916)
- Hulluch (4-1916)
- 1re Somme (7-1916)
- Fromelles (7-1916)
- Arras (4-1917)
- Vimy (4-1917)
- Chemin des Dames (4-1917)
- 3e Champagne (4-1917)
- 2e Messines (6-1917)
- Passchendaele (7-1917)
- Cote 70 (8-1917)
- 2e Verdun (8-1917)
- Malmaison (10-1917)
- Cambrai (11-1917)
- Bombardements de Paris (1-1918)
- Offensive du Printemps (3-1918)
- Lys (4-1918)
- Aisne (5-1918)
- Bois Belleau (6-1918)
- 2e Marne (7-1918)
- 4e Champagne (7-1918)
- Château-Thierry (7-1918)
- Le Hamel (7-1918)
- Amiens (8-1918)
- Cent-Jours (8-1918)
- 2e Somme (9-1918)
- Bataille de la ligne Hindenburg
- Meuse-Argonne (10-1918)
- Cambrai (10-1918)

Front italien
Front d'Europe de l’Est
Front des Balkans
Front du Moyen-Orient
Front africain
Bataille de l'Atlantique

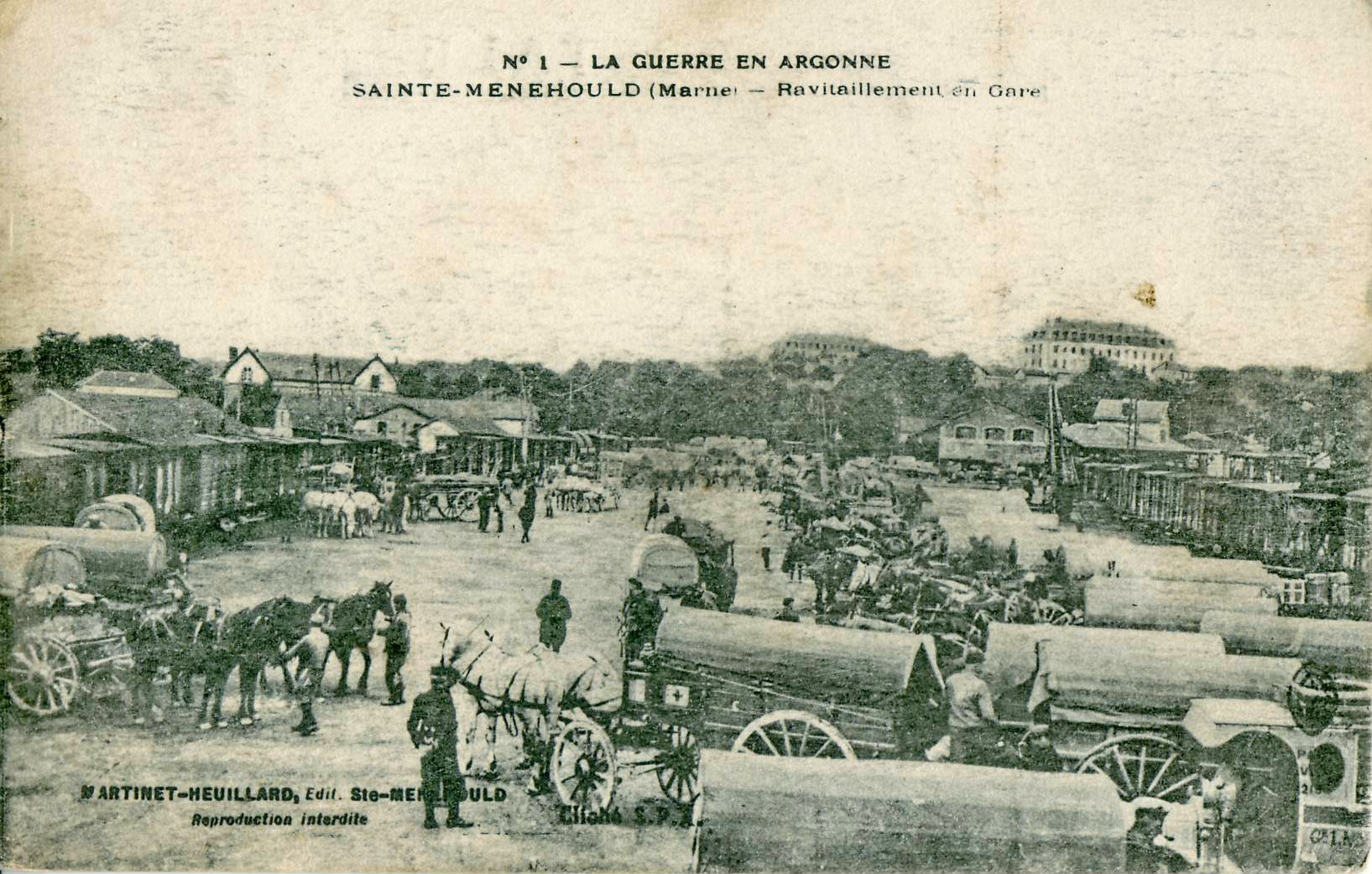
La logistique fut un élément essentiel pour permettre les grandes batailles.
Ici, ravitaillement français en gare de Sainte-Menehould.

La seconde bataille de Champagne oppose, du 25 septembre 1915 au 9 octobre 1915, les troupes françaises et les troupes allemandes dans la province de Champagne en France. La préparation d'artillerie commence le 22 septembre 1915.

## Intention stratégique

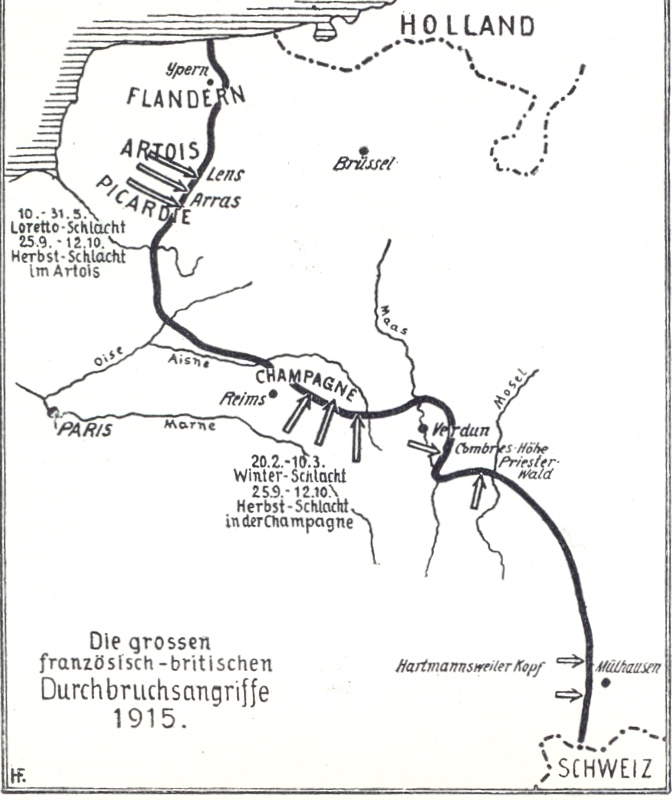
Offensives de septembre 1915.

L'objectif fixé par le général Joffre est quadruple :
- limiter le renforcement de l'armée allemande sur le front russe et aider ainsi la Russie qui a perdu la Pologne et dont les armées sont en retraite ;
- convaincre certaines nations encore neutres d'entrer en guerre aux côtés des Alliés ;
- relancer la guerre de mouvement pour redonner le moral aux militaires français, celui-ci étant passablement entamé par l'immobilisme allié, et en finir au plus tôt avec la guerre ;
- éventuellement, permettre à Joffre de renforcer sa crédibilité auprès des autorités politiques françaises.

Le principe est de lancer une offensive massive dans un secteur limité à vingt-cinq kilomètres entre Aubérive sur la vallée de la Suippe et Ville-sur-Tourbe pour obtenir la rupture, assurer une exploitation profonde sur les arrières de l'armée allemande, et forcer le repli de toute la partie ouest de son dispositif. C'est la raison pour laquelle chaque armée est renforcée par un corps de cavalerie. Cette attaque est coordonnée avec une offensive commune franco-britannique en Artois qui sert de point de fixation aux Allemands.
Ce secteur de Champagne est choisi par le général de Castelnau en raison de ses caractéristiques géographiques. Le terrain est relativement plat, il n'y a pas d'agglomérations qui pourraient servir de point de résistance aux Allemands et le terrain est soit ouvert, soit boisé de manière diffuse, propre à assurer une progression fluide des vagues d'assaut. Il s'agit donc, après une préparation d'artillerie massive devant être guidée par l'aviation, de conquérir les lignes allemandes en attaquant de face les points de résistance et en les enveloppant par les flancs avec des troupes d'intervalles par vagues continues jusqu'à créer la rupture et l'exploiter à l'aide des troupes de deuxième ligne.

## Déroulement de la bataille

### Les troupes en présence
Du côté français, deux armées renforcées, la 4e armée française du général de Langle de Cary et la 2e armée française du général Pétain, sont déployées. Elles sont composées chacune de quatre corps d'armée, d'un corps d'armée colonial et d'un corps de cavalerie. La 4e armée comprend les 4e, 6e, 7e, 32e corps d'armée, le 2e corps d'armée colonial et le 2e corps de cavalerie. La 2e armée comprend les 11e, 14e, 16e et 20e corps d'armée, le 1er corps colonial et le 3e corps de cavalerie.
Du côté allemand, la IIIe armée allemande du général von Einem comprend un corps d'armée d'active, le 14e, et deux corps de réserve, le 12e et le 8e auxquels viennent s'ajouter la 50e division et deux divisions d'infanterie placées à la gauche de la Ve armée allemande sous les ordres du Kronprinz soit, au total, sept divisions et demi. Toutefois, pour compenser leur faiblesse en effectif, les Allemands se sont profondément retranchés sur leurs positions, faisant montre d'une maîtrise certaine de la fortification de campagne. Leurs lignes sont organisées sur des positions avantageuses composées de points d'appuis fortifiés et d'un réseau complexe de tranchées et de barbelés. Ils exploitent les contre-pentes pour limiter les effets de l'artillerie sur leurs ouvrages défensifs et leurs lignes de ravitaillement.

### La préparation

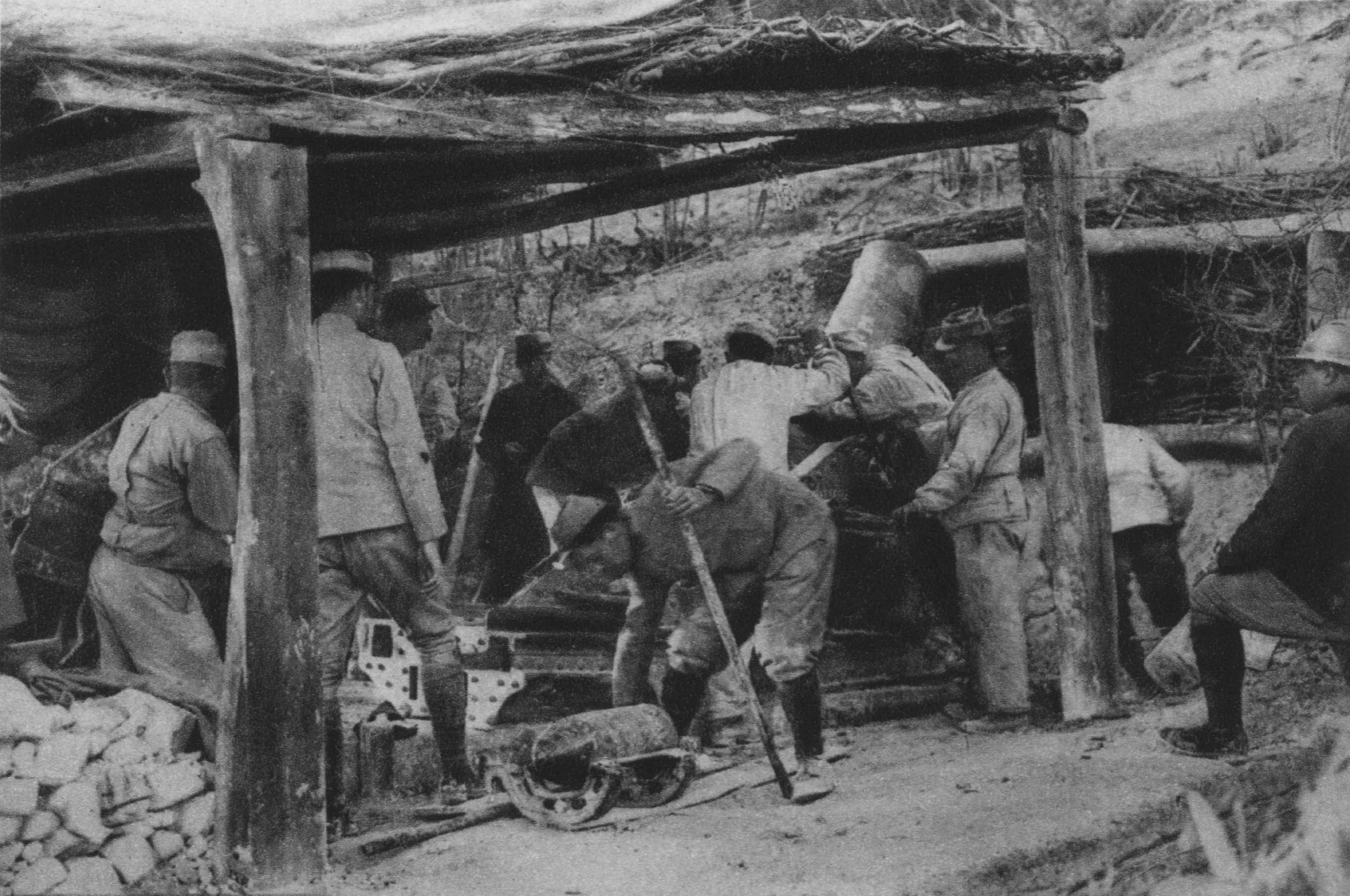
Préparation d'artillerie, ici un mortier de 220.

L'offensive est prévue dans un premier temps pour le 8 septembre mais, à la demande du général Pétain qui estime avoir besoin de plus de temps, elle est reportée au 15 puis au 25 septembre.
La préparation porte sur trois axes d'effort : la préparation d'artillerie, la concentration raisonnée des troupes et la mise en place d'une logistique adaptée.
Le 22 septembre 1915 commence une préparation d'artillerie qui dure trois jours. 1 100 pièces d'artillerie au total sont déployées.
À partir de ce 22 septembre, l'artillerie de campagne, principalement les canons de 75, et l'artillerie de tranchée, employée pour la première fois sur une grande échelle, bombardent les tranchées de première ligne et détruisent les réseaux de barbelés qui empêchent la progression des fantassins.
À partir du 24 septembre, l'artillerie lourde à longue portée traite les lignes de ravitaillement et les nœuds de communication allemands dans la profondeur, notamment les axes logistiques principaux et les gares de Bazancourt et de Challerange.
Les troupes sont concentrées avant l'assaut sur de grandes places d'armes à une distance respectable des premières lignes pour éviter que les Allemands ne les repèrent. Une de ces places d'armes prend le nom de place de l'Opéra.
L'ensemble est soutenu par des mouvements sur des routes et des voies ferrées spécialement construites pour l'occasion afin de déplacer les troupes et permettre un approvisionnement continu en munitions et nourriture.

### La première journée,25 septembre 1915

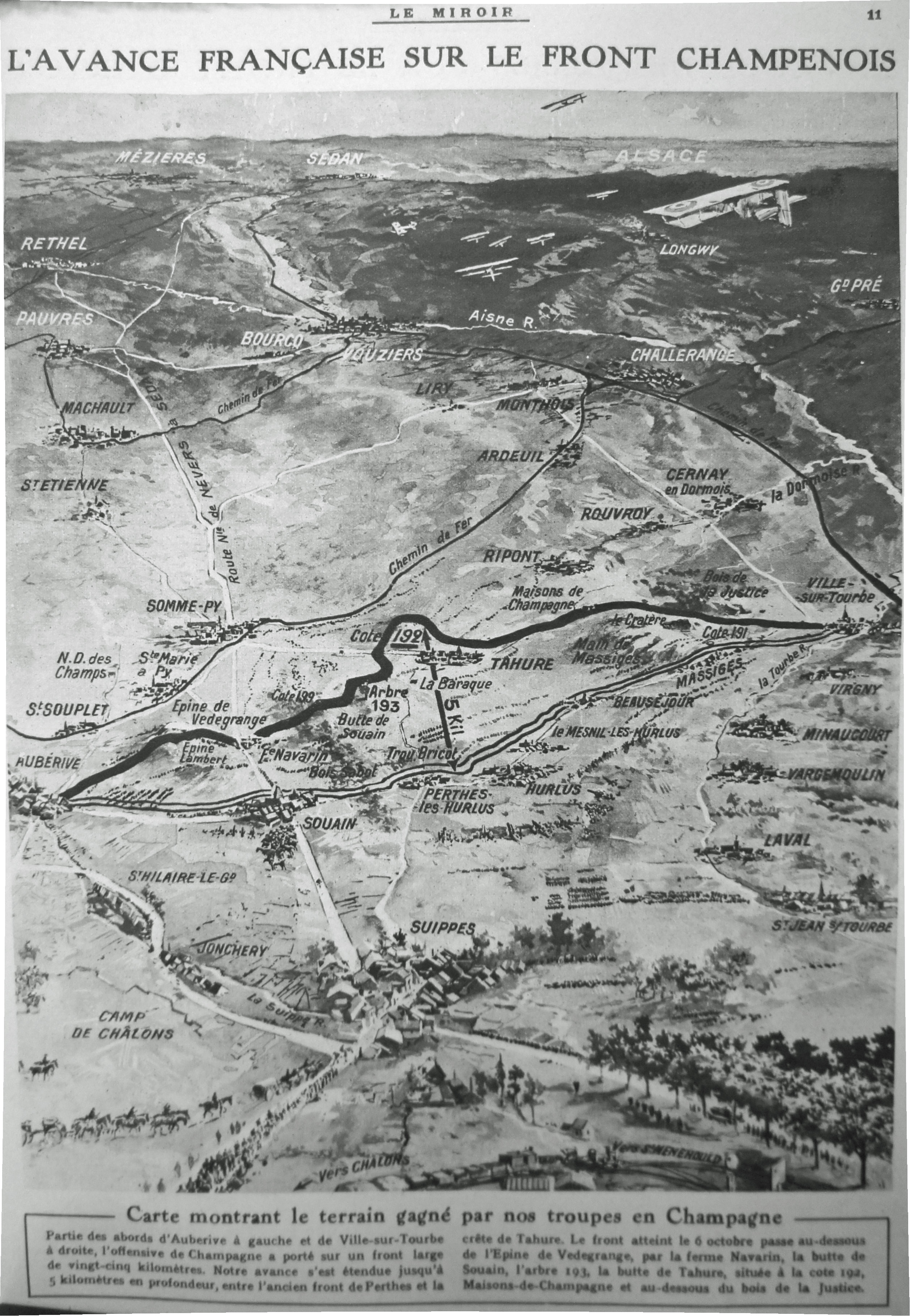
Carte publiée dans Le Miroir.

Le 25 septembre, les effets de l'artillerie de campagne et de l'artillerie de tranchée sur la première ligne allemande sont constatés. Toutefois, la progression est assez inégale en raison des fortes organisations défensives allemandes.
À gauche, la 4e armée lance le 4e, le 32e et le 7e corps entre Prosnes et Aubérive. Le 4e et Le 32e corps butent sur la première ligne sur l'Épine de Védégrange et ne progressent quasiment pas. Le 7e corps progresse sur un front de 4 km. Les points de résistance rendent la progression très inégale et mal coordonnée. À l'ouest, elle bute sur le dispositif de la ferme des Wacques, ensemble de fortifications complexes fait de sept à huit lignes de tranchées cachées dans des zones boisées le long de la vallée de l'Ain et bien protégé par des réseaux de barbelés. À l'est la progression déborde les positions défensives vers Souain. Les liaisons s'étiolent. Les combats se dispersent. Le 2e corps colonial progresse sur trois axes. À l'ouest il atteint le Moulin de Souain détruit ; au centre il arrive sur la ferme-cabaret de Navarin qu'il saisit mais il bute sur un dispositif fortifié placé en arrière des bâtiments. Blaise Cendrars, alors légionnaire au 2e régiment de marche y est gravement blessé. Il y perd un bras, épisode qui donnera quelque trente années plus tard le titre de son récit de guerre, La Main coupée. À l'est, le 2e corps colonial arrive sur la route de Tahure à Souain mais sa progression est gênée par le dispositif fortifié du Bois Sabot qui résiste sur sa droite. Dès le début, le 2e corps de cavalerie est déployé derrière lui, en deuxième ligne, pour exploiter l'éventuelle rupture.
Dans le secteur de la 2e armée, les 11e et 14e corps franchissent la première ligne sans coup férir, atteignent la route Souain-Tahure mais se heurtent aux dispositifs fortifiés du Bois Jaune et à la Butte du Mesnil qui les empêchent de redescendre sur la vallée de la Dormoise. À droite, le 1er corps colonial investit avec succès le dispositif défensif complexe de la Main de Massiges. Il arrive à investir les « doigts » mais se heurte à des points de résistance fortement organisés au-delà de la crête.
Globalement, la progression sur la ligne de front est très inégale. La première ligne est partiellement prise avec nombre de prisonniers et une quantité importante d'armement. Toutefois, des points de résistance majeurs et complexes subsistent. Les troupes qui sont parvenues à la deuxième ligne sont arrêtées par un dispositif intact. Les Allemands sont déstabilisés, la tentation de se retirer est grande et fait l'objet d'âpres discussions. Le général von Einem demande des renforts, son chef d'état-major est remplacé sur le champ, mais la percée recherchée par les Français n'est pas atteinte.

### La deuxième journée,26 septembre 1915
Le 26 septembre, la progression est moindre et les troupes françaises butent sur la deuxième ligne allemande à contre-pente avec des réseaux de barbelés intacts et infranchissables car dissimulés aux vues et aux effets de l'artillerie de campagne. À l'ouest, la 4e armée réussit à dépasser la première ligne, investit le point de confluence entre l'Aisne, la Tourbe et la Dormoise. Elle progresse jusqu'à la deuxième ligne. Au centre, la journée est consacrée à la réduction des points de résistance et au réalignement du front.

### La troisième journée,27 septembre 1915
Le 27 septembre, les efforts français continuent pour atteindre la deuxième ligne. Les troupes se concentrent autour des points de résistance. La position du Trou Bricot est encerclée et 2 000 soldats allemands se rendent. Mais les positions derrière la ferme de Navarin à l'ouest et la butte du Mesnil au centre continuent à tenir. Les combats se concentrent autour de Maison de Champagne. La Main de Massige est méthodiquement conquise. Les Allemands reçoivent des renforts et colmatent avec succès les brèches dans leurs positions.
Les pertes françaises sont très lourdes. Par exemple, à proximité de Maison de Champagne, dans le secteur dit du Bois en Zigzag, l'après-midi du 27 septembre, le 4ème Bataillon de Chasseurs à Pied progresse de 600 mètres sur un front d'environ 200 mètres de large au prix de 800 hommes hors de combat (tués, blessés et disparus). C'est-à-dire un homme hors de combat toutes les 22 secondes, tous les 75 cm de progression, tous les 150 m2 conquis,.

### La fin de l'offensive,28 septembre–1eroctobre 1915
L'offensive française continue à se concentrer sur les points de résistance résiduels et ne parvient pas à entamer la deuxième ligne. Quelques succès locaux sont obtenus, notamment la prise de Maison de Champagne mais, le 1er octobre, le général Pétain fait suspendre les combats en raison des pertes trop importantes et d'une consommation de munitions insoutenable.

### Reprise de l'offensive et stabilisation
Afin de rendre le front plus défendable, le commandement français décide d'en terminer avec les points de résistance encore tenus. L'offensive reprend le 6 octobre. Malgré des succès locaux comme la prise de la butte de Tahure, la progression est arrêtée. Les Allemands ont eu le temps de déployer le 10e corps. Les positions, face à leur ligne de défense installée sur des positions favorables, ne permettent pas de s'appuyer pour une nouvelle attaque.

## Conclusions

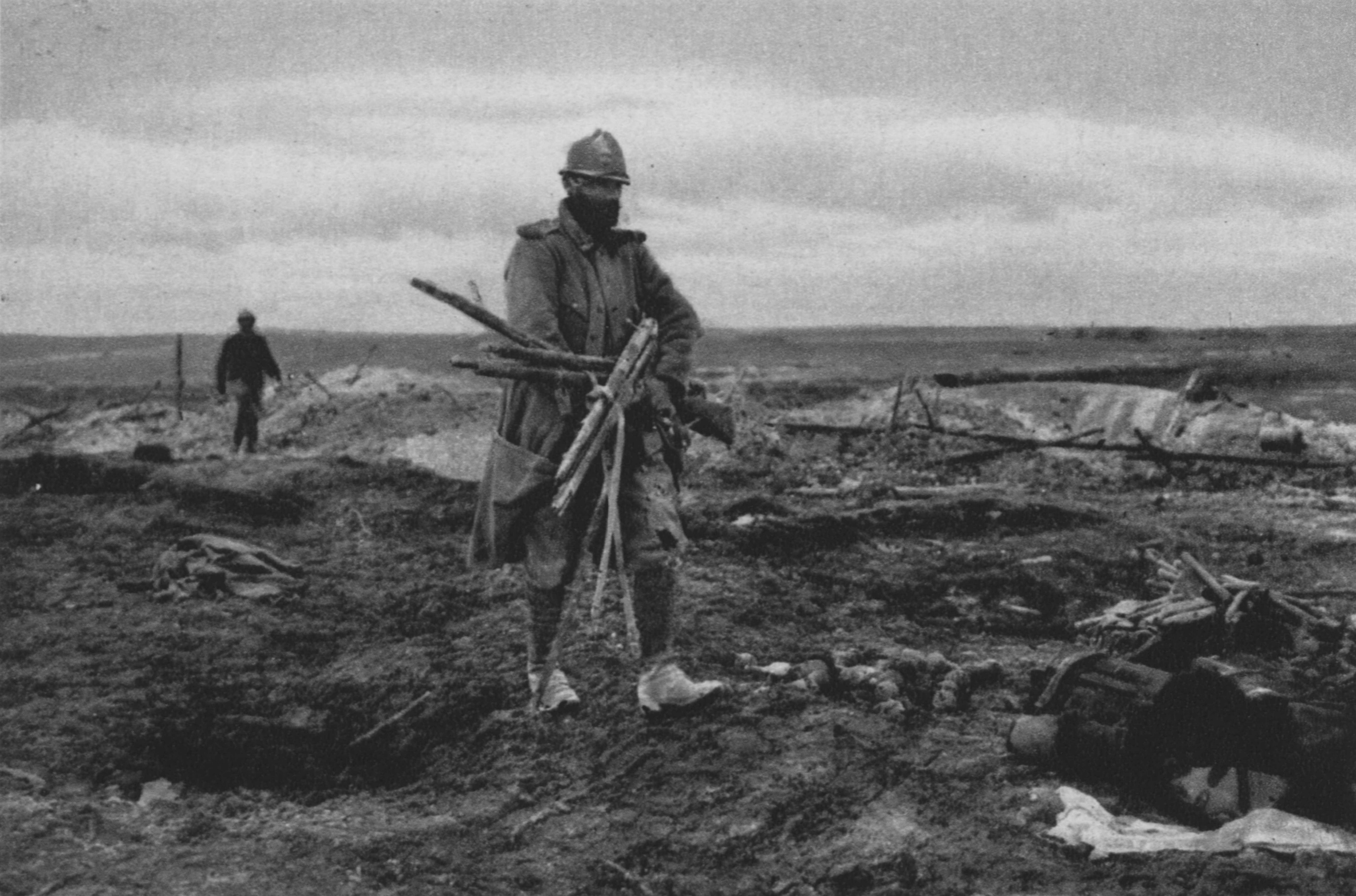
Terre dévastée.

La seconde bataille de Champagne a fait 27 851 tués, 98 305 blessés, 53 658 prisonniers ou disparus du côté français et des pertes beaucoup plus faibles du côté allemand. Le front a progressé de 3  à   4 km mais la rupture n'a pas été réalisée. Les Allemands ont su faire face dans un premier temps avec les réserves locales et, dans un deuxième temps, avec l'arrivée du 10e corps destiné initialement à la Russie. 
Elle a démontré l'impossibilité de franchir dans un seul mouvement deux lignes de défense sans une préparation et une coordination inter armes et la nécessité de traiter chacune des lignes séparément. Elle a aussi démontré le manque de coopération entre les armes au sein des armées françaises, notamment entre l'artillerie lourde et l'infanterie, en partie dû à l'absence d'aviation pour cause de météo pour renseigner les artilleurs. 
Elle a vu l'introduction du casque Adrian et l'utilisation massive de l'artillerie de tranchée. Elle a été un succès non négligeable sur le plan logistique et des mouvements, mais montre un manque de préparation pour le nombre d'obus en réserve. L'offensive ratée de Foch en Artois quelques mois plus tôt avait bien entamé les stocks. Le 7 septembre la dotation était de 1 200 coups par canon de 75, elle fut brûlée en six jours, 1 200 000 obus ont été consommés sur cette offensive. Les réserves stratégiques vont être doublées.